# Thoetmosis I
Thoetmosis I of Thoetmozes I was de derde koning van het Nieuwe Rijk van het oude Egypte. Zijn bekendste naam is zijn geboortenaam Thoetmosis, "geboren uit Thoth", maar vaak wordt hij ook bij zijn kroningsnaam genoemd, Aächeperkare, "groot is de ziel van Re".

## Biografie
Koning Thoetmosis I was de opvolger van Amenhotep I maar niet zijn zoon. Hij verkreeg de troon door te trouwen met een zuster van de vorige farao, een dochter van Ahmose. Ze kregen een aantal kinderen, waaronder Amenmose, Wadjmose, Hatsjepsoet en Nefroebity. Hij had nog een bijvrouw, Moetnofret, met wie hij de latere Thoetmosis II kreeg. De koning schijnt 12 jaar en 9 maanden te hebben geregeerd, volgens Manetho.
De koning heeft ook militaire activiteiten ontplooid. Koesj rebelleerde tegen het Egyptisch gezag. Thoetmosis I heeft de koning van Kerma eigenhandig geëxecuteerd en opgehangen aan zijn schip voordat hij weer naar Thebe terugkeerde. Na deze daad verbouwde hij de verdedigingswerken die onder Senoeseret III begonnen waren. In zijn tweede jaar richtte hij een stele op bij Tombos waar hij forten had laten bouwen bij de derde cataract, die daarvoor tot Boehen, de tweede cataract, reikten. Ook leidde hij nog een kleine expeditie naar Syrië.

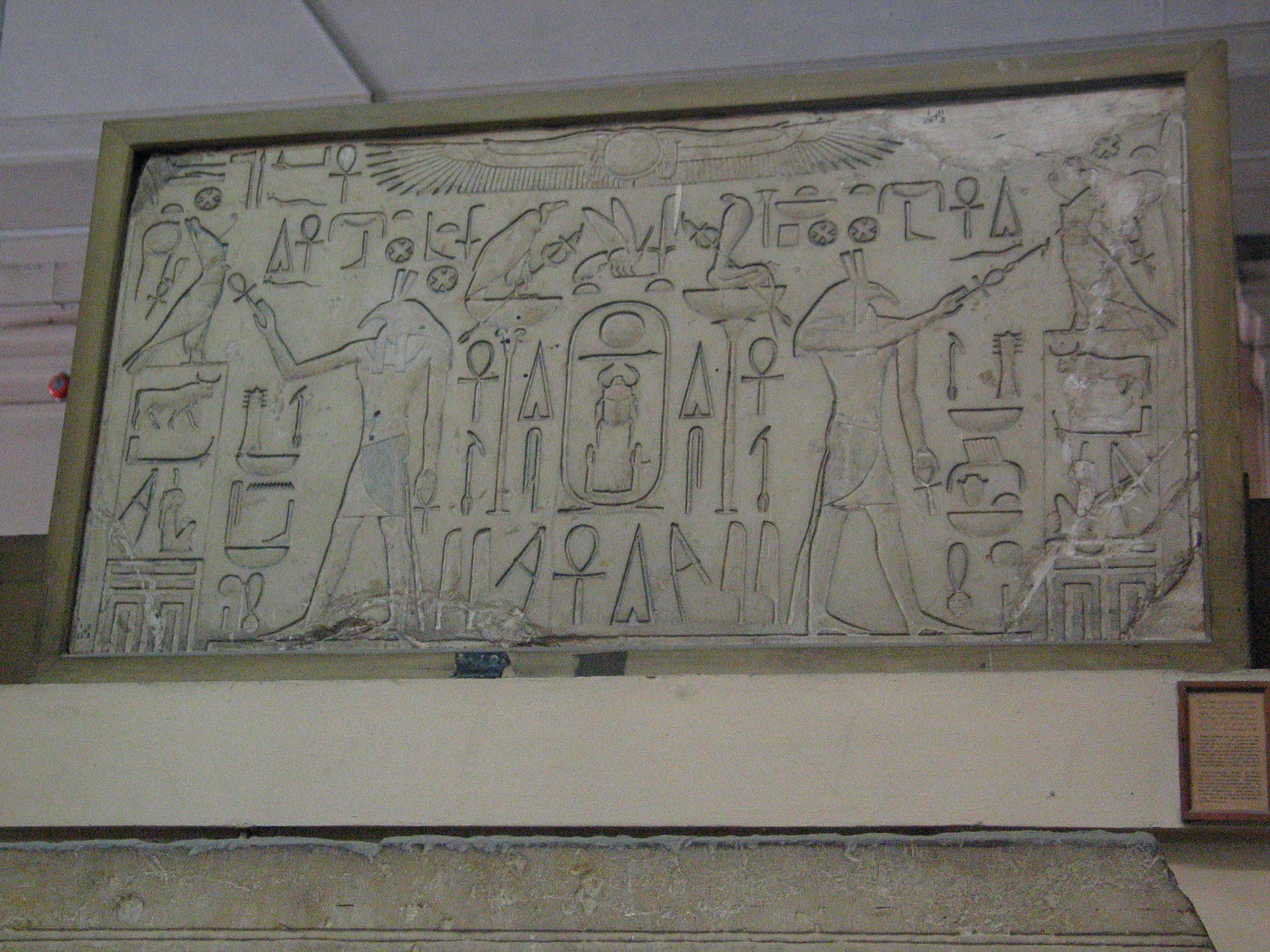
Stele van Thoetmosis I
Egyptisch Museum
Vindplaats Kom Bilal

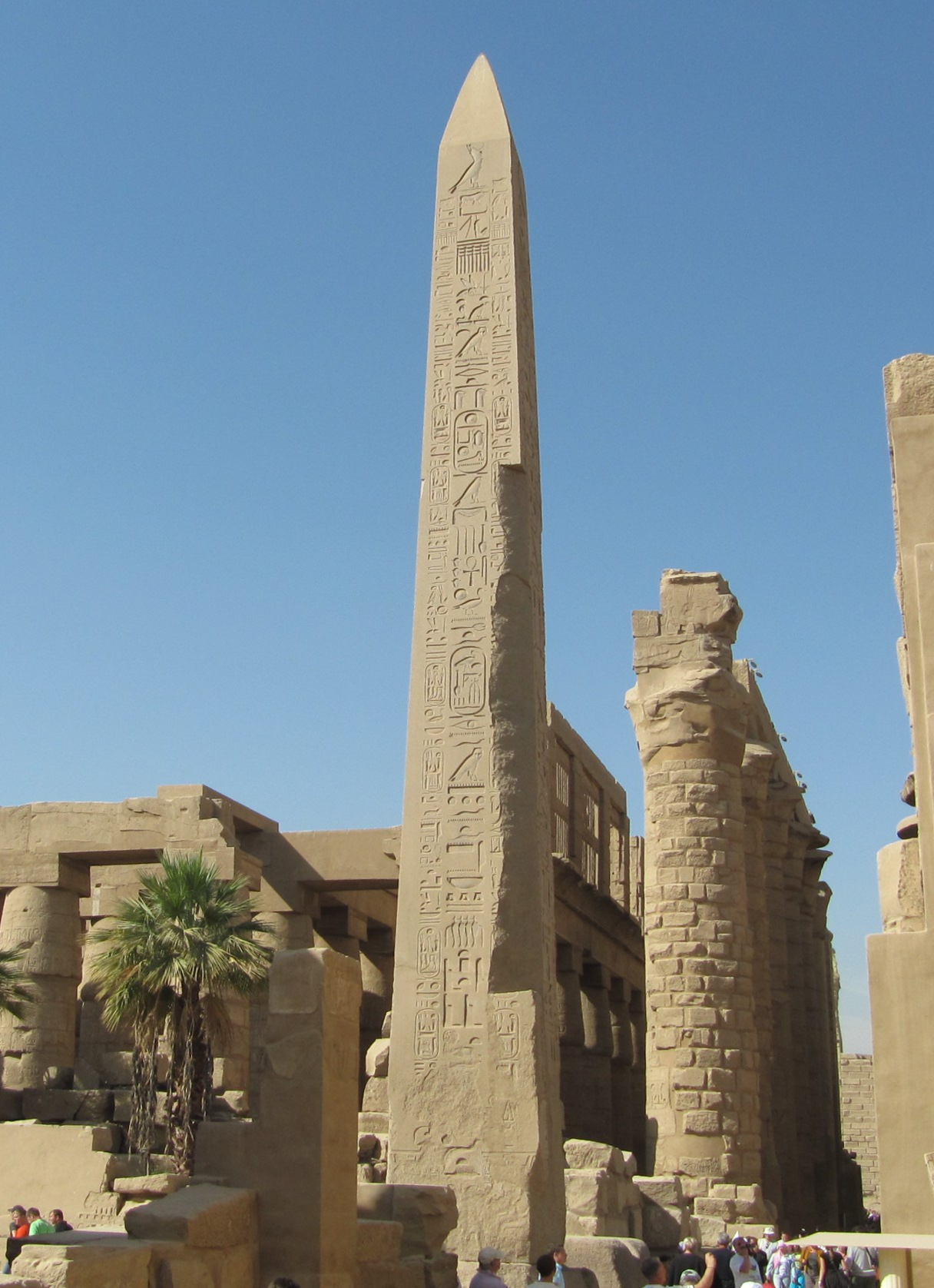
Obelisk van Thoetmosis I
Tempel van Amon

Zijn tweede (grote) expeditie ging naar de uiterste grenzen van zijn rijk. Hij liet een stele maken waar hij de Eufraat overstak. De Syrische vorsten sloten zich toen bij hem aan, maar toen de koning wegtrok, vielen zij hem weer af en bouwden ze forten om hun grondgebied te beschermen. Thoetmosis vierde zijn overwinningen met een olifantenjacht in Apamea, in het gebied Niy in Syrië. Hij keerde terug naar Egypte met opmerkelijke verhalen over de Eufraat, dat de rivier omgekeerd stroomde in vergelijking met de Nijl, dat wil zeggen van noord naar zuid. Sindsdien heette die rivier het 'omgekeerde water'.
In zijn vierde regeringsjaar brak er weer een opstand uit in Koesj. Nadat hij daar een einde aan had gemaakt, reikte zijn invloed tot aan de vierde cataract. Hij probeerde het volk bezig te houden met projecten; dit leidde ertoe dat er in 500 jaar geen opstanden meer uit zouden breken.

## Kunst en cultuur
Thoetmosis I liet tijdens zijn bewind veel bouwen. De koning was ook de eerste die zich officieel liet begraven in de Vallei der Koningen. Vele van zijn projecten waren in het tempelcomplex van Amon te Karnak, onder supervisie van architect Ineni. Voor de regering van Thoetmosis bestond de tempel van Karnak uit een lange processieweg naar het centrale heiligdom. Thoetmosis bouwde de vijfde pyloon en een muur voor het centrale heiligdom. Erbuiten bouwde hij de vierde pyloon en een ommuring van het tempelcomplex. Tussen de vierde en vijfde pyloon maakte Thoetmosis een hypostyle zaal of zuilenwoud, gemaakt van ceder uit Libanon. In de hoeken bouwde hij kolossale beelden van zichzelf die de twee kronen droegen. Buiten de vierde pyloon liet hij twee obelisken bouwen, waarvan één geen inscripties had voor Thoetmosis III.
De begraafplaats van de koning is in de koningsvallei KV38, zijn mummie is teruggevonden in de cachette DB320 bij Deir el-Bahari.

## Bouwwerken
- Beelden van de Enneade in Abydos
- Dodentempel in Thebe, niet gevonden.
- Gebouwen in Armant, Ombos, el-Hiba, Memphis en Edfu
- Graf in de Vallei der Koningen
- Tempel van Amon (Karnak)
- Verfraaiing van bestaande tempels in: Semma, Boehen, Aniba en Kuban